# Wolberg
Wolberg (Luxemburgs: Wollbierg) in de Belgische gemeente Aarlen in de Provincie Luxemburg. De plaats ligt aan de N4, net ten noordoosten van Autelbas-Barnich.

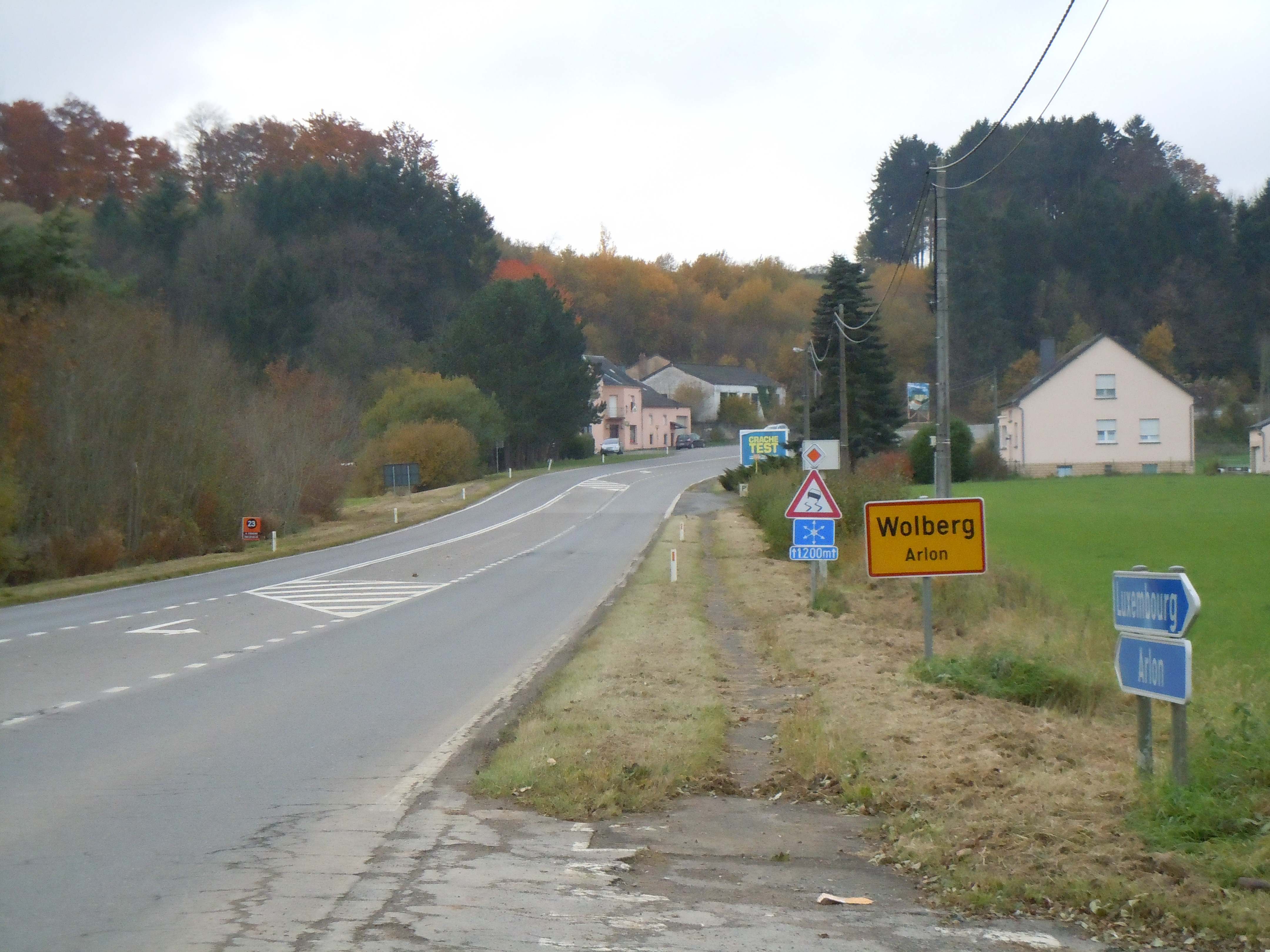
Wolberg, gezien vanuit het oosten

Deelgemeenten: Aarlen · Autelbas-Barnich · Bonnert · Guirsch · Heinsch · Toernich

Overige kernen: Autelhaut · Barnich · Clairefontaine · Fouches · Frassem · Freylange · Heckbous · Rosenberg · Sampont · Schoppach · Sesselich · Seymerich · Stehnen · Sterpenich · Stockem · Udange · Viville · Waltzing · Weyler · Wolberg

Belgische gemeenten · Arrondissement Aarlen · Luxemburg · Wallonië